# آماندا رویل
آماندا رویل (انگلیسی: Amanda Royle؛ زادهٔ ۱۹۶۲ میلادی) بازیگر اهل بریتانیا است.
از فیلم‌ها یا مجموعه‌های تلویزیونی که وی در آن‌ها نقش داشته‌است، می‌توان به فالتی تاورز و پوآرو اشاره نمود.